# Moteur Ferrari V12 Jano
Pour les articles homonymes, voir Moteur (homonymie), Ferrari et Jano.
Le moteur Ferrari V12 Jano ou moteur Ferrari V12 Dino est un moteur V12 du constructeur automobile italien Ferrari, conçu entre 1956 et 1958 par le motoriste Ferrari Vittorio Jano.

## Histoire
Enzo Ferrari fonde sa concession Alfa Romeo « Scuderia Ferrari » en 1929, sur son lieu de naissance à Modène (actuel musée Enzo-Ferrari) avant de devenir à partir de 1933 l'écurie de course italienne officielle d'Alfa Romeo. Le chef-motoriste Vittorio Jano conçoit alors des voitures de compétition Fiat, puis Alfa Romeo, puis Lancia, à moteurs 4, 6 et 8 cylindres en ligne, et moteur V6 et V12, qui remportent et dominent de nombreuses compétitions mondiales de l'époque.

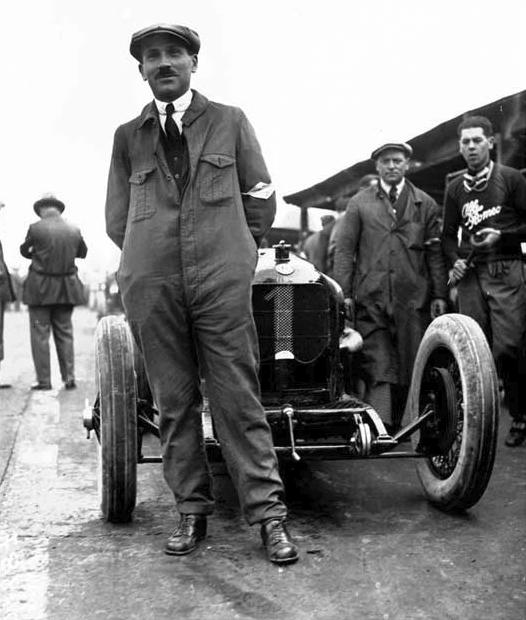
Vittorio Jano, en 1924.
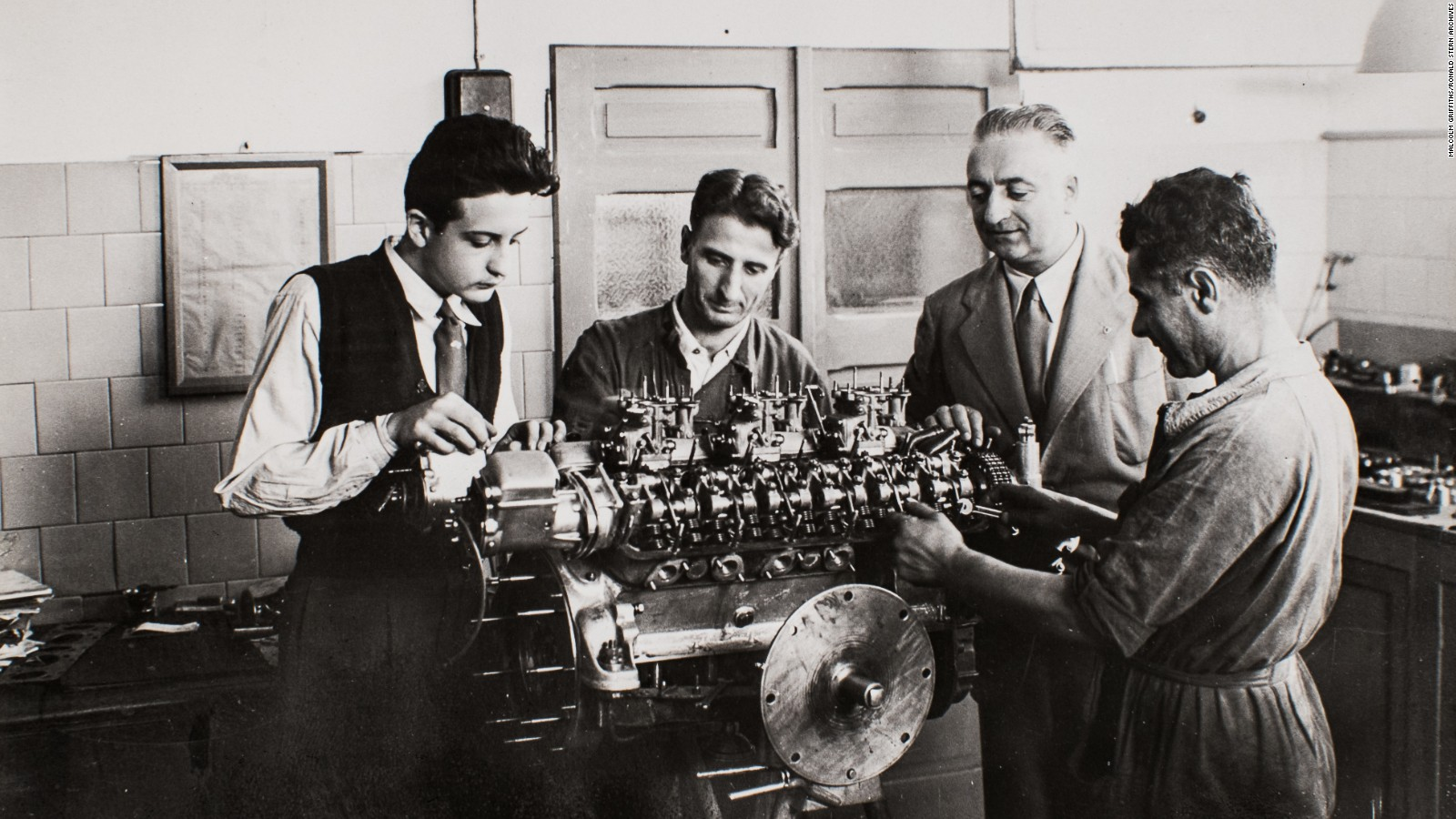
Enzo et Dino Ferrari (père et fils) avec leur moteur Ferrari V12 Colombo en 1947

Enzo Ferrari créé ses premiers moteur Ferrari V12 Colombo de 1947, et moteurs Ferrari V12 Lampredi (en) de 1950. Il intègre la Scuderia Lancia à la Scuderia Ferrari en 1955, et remporte le Championnat du monde de Formule 1 1956 avec Juan Manuel Fangio, sur Ferrari D50 (ou Lancia D50) à moteur V8. Il recrute alors Vittorio Jano (concepteur de ce moteur V8 Lancia) pour concevoir ce nouveau moteur V12 « Jano » de compétition, ainsi qu'une série de moteur Ferrari Dino V6 et V8 de Formule 1, Formule 2, sport-prototype, championnat du monde des voitures de sport, ou rallye, pour succéder à ses Ferrari Monza 4 cylindres en ligne de 1953,,.

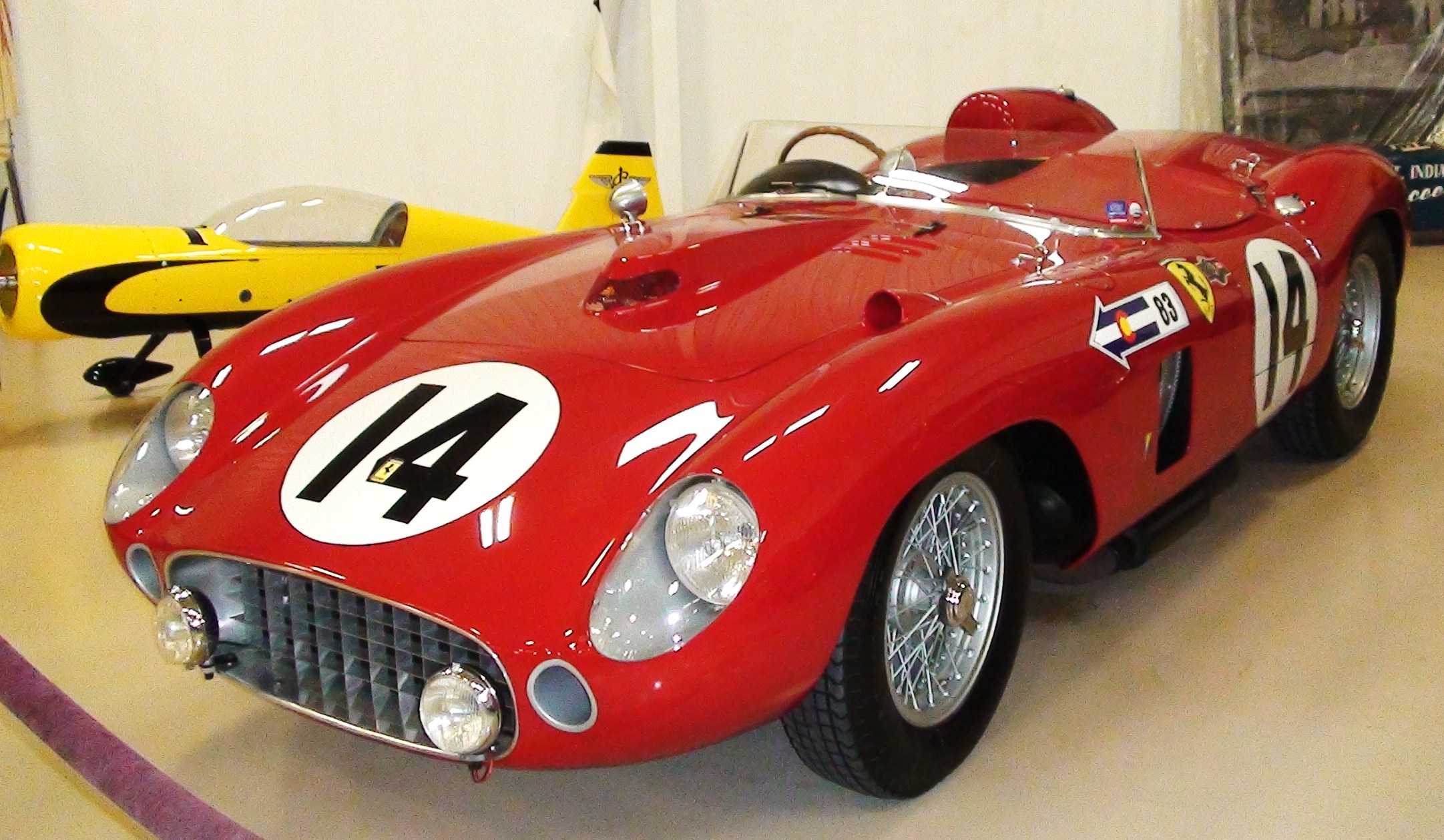
Ferrari 290 MM (1956)
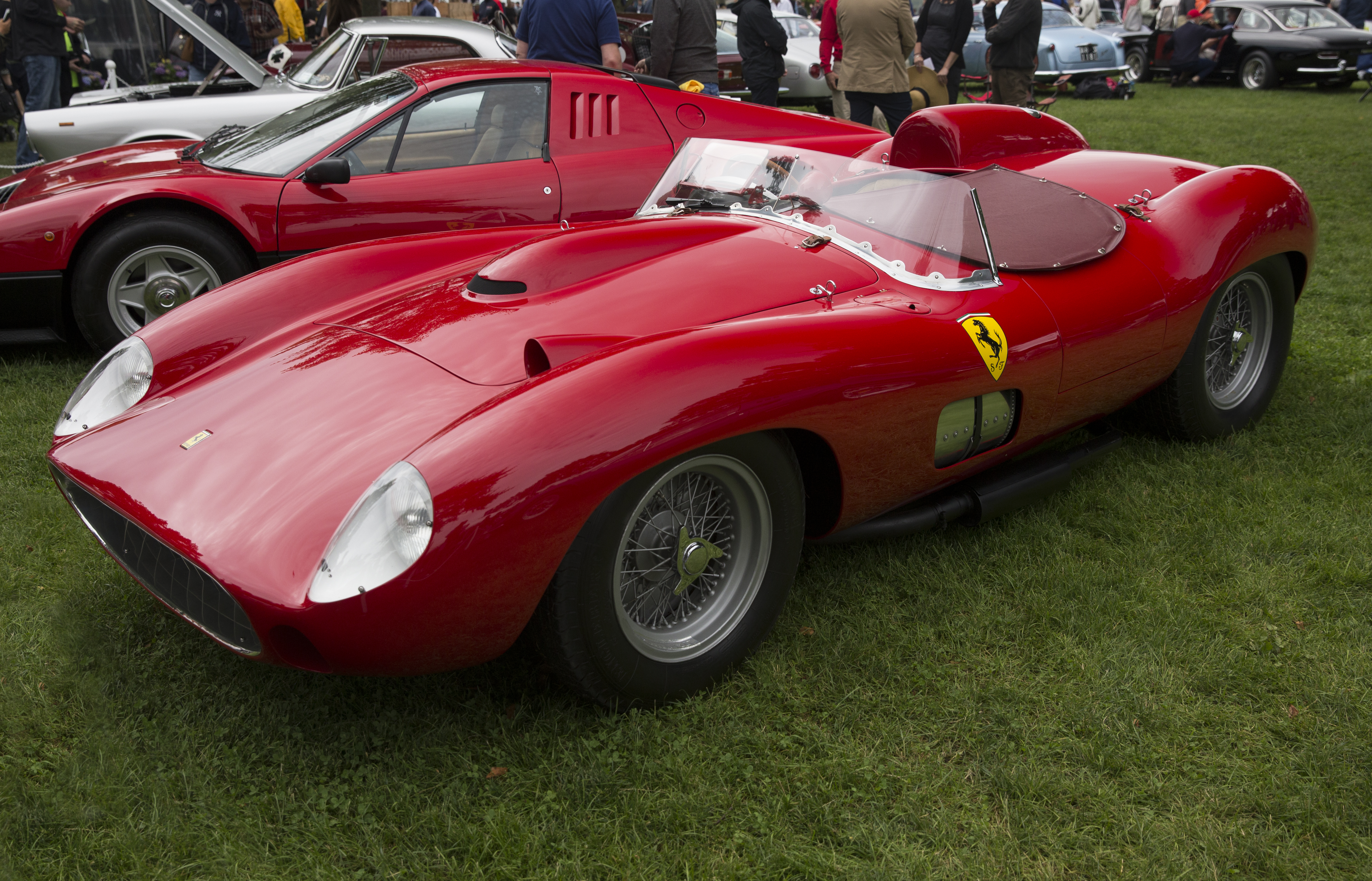
Ferrari 335 S (1957)
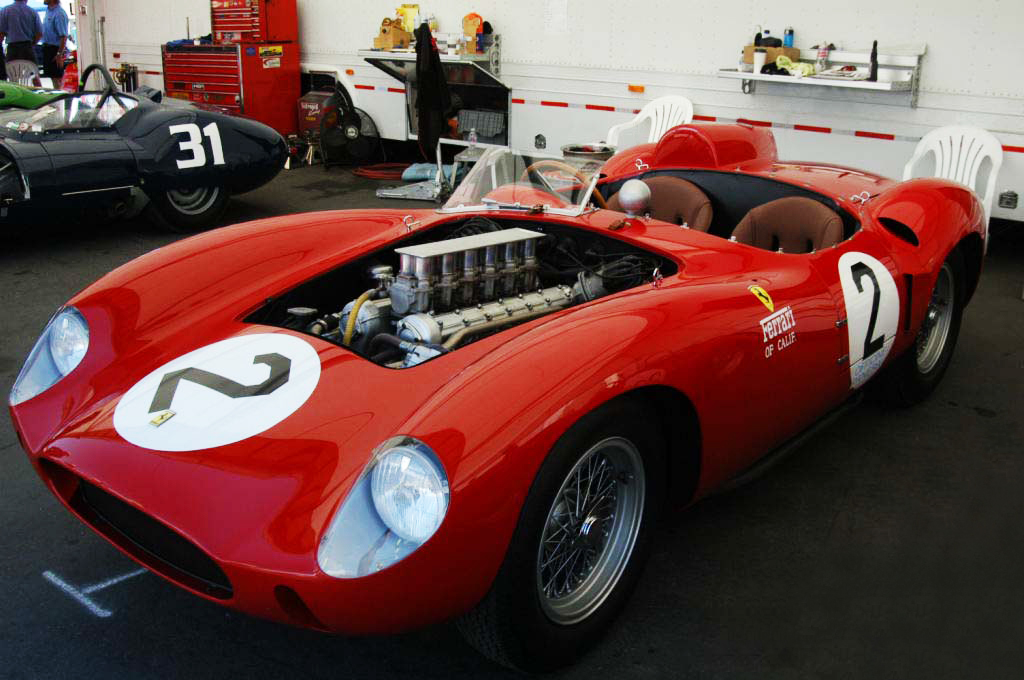
Ferrari 412 S (en) (1958)

Ce nouveau moteur V12 « Jano » (associé de nom par Enzo Ferrari aux moteurs Ferrari Dino V6 et V8) rivalise durant 3 saisons avec les moteurs Ferrari V12 Colombo, et V12 Lampredi (en), avec simple puis double arbre à cames en tête, 24 soupapes (2 par cylindres), et 3 puis 6 carburateurs Weber doubles corps... La Ferrari 250 Testa Rossa à moteur V12 Colombo lui succède avec succès à partir de 1957.

## Types
- 1956 : Type 130, 1ACT, 3 490 cm³, 3 carburateurs Weber, 320 ch, Ferrari 290 MM (4 exemplaires).
- 1957 : Type 136, 2ACT, 3 490 cm³, 6 carburateurs Weber, 330 ch, Ferrari 290 S (en).
- 1957 : Type 140, 2ACT, 3 783 cm³, 6 carburateurs Weber, 360 ch, Ferrari 315 S.
- 1957 : Type 141, 2ACT, 4 023 cm³, 6 carburateurs Weber, 390 ch, Ferrari 335 S, Ferrari 312 S (en), Ferrari 412 S (en).
- 1958 : Type 142, 2ACT, 2 953 cm³, 6 carburateurs Weber, 320 à 447 ch, Ferrari 312 S (en), Ferrari 412 S (en), Ferrari 412 MI (en)

## Palmarès partiel
- 1956 : victoire des Mille Miglia 1956, Ferrari 290 MM (Mille Miglia).
- 1957 : victoire et 2e des Mille Miglia 1957, Ferrari 315 S.
- 1957 : victoire et 2e du Grand Prix automobile du Venezuela 1957, Ferrari 335 S